# Vyskytná (Pelhřimovi járás)
Vyskytná település Csehországban, a Pelhřimovi járásban. Vyskytná Opatov, Nový Rychnov, Střítež pod Křemešníkem, Zachotín, Pelhřimov és Jankov településekkel határos. Lakosainak száma 728 fő (2024. január 1.).

## Népesség
A település lakosságának változását az alábbi diagram mutatja:
| Lakosok száma | 1037 | 1060 | 1052 | 702  | 618  | 621  | 721  | 711  | 724  | 728  |
|               | 1869 | 1890 | 1921 | 1950 | 1980 | 2001 | 2017 | 2019 | 2022 | 2024 |